# 2. Hallenhockey-Bundesliga (Herren)
Die 2. Hallenhockey-Bundesliga der Herren ist die zweithöchste nationale Spielklasse im deutschen Hallenhockey. Der Spielbetrieb wird vom Deutschen Hockey-Bund organisiert.
Seit der Aufteilung der 1. Bundesliga in vier Gruppen zu je sechs Teams zur Saison 2000/2001 spielt auch die 2. Bundesliga in vier Gruppen (Nord, West, Ost, Süd) zu je sechs Mannschaften. Darunter schließen sich die vier Regionalligen (Süd, West, Ost, Nord) an. Die Gruppensieger der 2. Bundesliga steigen in die 1. Bundesliga auf. Das letztplatzierte Team jeder Gruppe steigt in die Regionalliga ab.

## Geschichte

### Von 1996 bis 2000: zwei Gruppen
Die 2. Hallen-Bundesliga wurde zur Saison 1996/97 eingeführt, zunächst mit zwei Gruppen, Nord und Süd, mit je acht Teams.

### Seit 2000: vier Gruppen
Durch die neue Ligeneinteilung zur Hallensaison 2000/01, in der die 1. und die 2. Bundesliga in je vier Gruppen mit je sechs Clubs aufgeteilt wurde, gab es in der Saison 1999/2000 in der 2. Bundesliga keine Absteiger. Regional bedingt sehr unterschiedlich verteilt konnten acht Vereine in die 1. Bundesliga aufsteigen. Sogar der Meister der Regionalliga Ost SC Charlottenburg und der Meister der Regionalliga Nord Braunschweiger THC qualifizierten sich für die höchste Liga. Die 2. Liga wurde in diesen Gruppen mit den Bestplatzierten aus der jeweiligen Regionalliga aufgefüllt.

## Gruppensieger
Seit der ersten Saison steigen die Gruppensieger der 2. Bundesliga in die entsprechende Gruppe der 1. Bundesliga auf. Bis 2000 gab es also jeweils zwei, ab 2001 vier Aufsteiger.

### Zwei Gruppen
| Saison    | Nord              | Süd            |
| --------- | ----------------- | -------------- |
| 1996/97   | Uhlenhorster HC   | TG Frankenthal |
| 1997/98   | Bonner THV        | Mannheimer HC  |
| 1998/99   | Düsseldorfer HC   | Berliner HC    |
| 1999/2000 | Schwarz-Weiß Köln | HC Heidelberg  |

### Vier Gruppen
| Saison  | Nord                | Ost                  | Süd                     | West                  |
| ------- | ------------------- | -------------------- | ----------------------- | --------------------- |
| 2000/01 | Klipper THC         | Berliner SV 92       | TG Frankenthal          | Schwarz-Weiß Neuss    |
| 2001/02 | Hannover 78         | TuS Lichterfelde     | HTC Stuttgarter Kickers | Schwarz-Weiß Köln     |
| 2002/03 | Großflottbeker THGC | TSV Zehlendorf 88    | Limburger HC            | RTHC Bayer Leverkusen |
| 2003/04 | Marienthaler THC    | Mariendorfer HC      | HC Heidelberg           | Düsseldorfer HC       |
| 2004/05 | Braunschweiger THC  | TC Blau-Weiss Berlin | HTC Stuttgarter Kickers | Rot-Weiss Köln        |
| 2005/06 | Hannover 78         | Mariendorfer HC      | Rot-Weiß München        | Kölner HTC Blau-Weiss |
| 2006/07 | Klipper THC         | TC Blau-Weiss Berlin | HG Nürnberg             | Düsseldorfer SC       |
| 2007/08 | DTV Hannover        | TSV Leuna            | Nürnberger HTC          | Rot-Weiss Köln        |
| 2008/09 | THK Rissen          | SC Charlottenburg    | Mannheimer HC           | Rheydter Spielverein  |
| 2009/10 | Großflottbeker THGC | TSV Leuna            | HTC Stuttgarter Kickers | DSD Düsseldorf        |
| 2010/11 | DHC Hannover        | Mariendorfer HC      | SC Frankfurt 1880       | Kahlenberger HTC      |
| 2011/12 | Hannover 78         | Cöthener HC 02       | TSV Mannheim            | Gladbacher HTC        |
| 2012/13 | THK Rissen          | TC Blau-Weiss Berlin | TG Frankenthal          | Kahlenberger HTC      |
| 2013/14 | Klipper THC         | SC Charlottenburg    | HC Ludwigsburg          | Schwarz-Weiß Neuss    |
| 2014/15 | Hannover 78         | Mariendorfer HC      | Nürnberger HTC          | Schwarz-Weiß Köln     |
| 2015/16 | TG Heimfeld         | SC Charlottenburg    | HC Ludwigsburg          | Kahlenberger HTC      |
| 2016/17 | Hamburger Polo Club | Osternienburger HC   | SC Frankfurt 1880       | Schwarz-Weiß Neuss    |
| 2017/18 | DTV Hannover        | Berliner SC          | HTC Stuttgarter Kickers | Kölner HTC Blau-Weiss |
| 2018/19 | Großflottbeker THGC | Mariendorfer HC      | HC Ludwigsburg          | Gladbacher HTC        |
| 2019/20 | DHC Hannover        | Cöthener HC 02       | TG Frankenthal          | Schwarz-Weiß Neuss    |